# Сардара
Сардара (итал. Sardara) је насеље у Италији у округу Медио Кампидано, региону Сардинија.
Према процени из 2011. у насељу је живело 4080 становника. Насеље се налази на надморској висини од 150 м.

## Становништво
Према резултатима пописа становништва 2011. у општини је живело 4.168 становника.
| 1931. | 1936. | 1951. | 1961. | 1971. | 1981. | 1991. | 2001. | 2011. |
| ----- | ----- | ----- | ----- | ----- | ----- | ----- | ----- | ----- |
| 3.369 | 3.541 | 3.942 | 4.137 | 4.155 | 4.406 | 4.503 | 4.350 | 4.168 |